# Groote Henricuspolder
De Groote Henricuspolder is een polder ten noorden van Oostburg, behorende tot de Oranjepolders.
De polder, een schorrengebied ten zuiden van het Nieuwerhavense Gat, werd ingedijkt in 1615, in opdracht van Jacob Cats. Oorspronkelijk heette ze de Oostburgsche polder en was oorspronkelijk een eiland, met de kern Oostburg in de zuidoosthoek. In 1621 werd de polder, ten gevolge van een militaire inundatie, onder water gezet om in 1637 te worden herdijkt. Sindsdien wordt ze Mosterdpolder of Groote Henricuspolder genoemd, de laatste benaming heeft betrekking op Stadhouder Frederik Hendrik. De polder is 405 ha groot.
De polder wordt begrensd door de Henricusdijk, de 2e Hogendijk en de Oude Haven. In de polder stond eertijds de gasfabriek van Oostburg, in de buurtschap Oostburgsche Brug. Verder ligt de buurtschap Scherpbier aan de rand van de polder.
In de polder vindt men het natuurgebied De Reep, een kreekrestant, waartoe ook het wiel de Henricusput behoort.
De polder wordt aan de zuidzijde doorsneden door de Commerswerverweg, de noordelijke rondweg om Oostburg.